# Reckless Love (álbum)
Reckless Love é o álbum de estréia da banda de glam rock finladesa Reckless Love.
O álbum foi lançado em 10 de fevereiro de 2010 na Spinefarm Records e entrou nas Paradas Nacionais Filandesas no número 13. O álbum foi produzido por Ilkka Wirtanen no verão de 2009 no Hip Studios em Helsinki. A banda re-lançou o álbum em 19 de dezembro de 2010 com o subtítulo "Cool Edition" que continha faixas bônus anteriormente disponíveis somente na versão japonesa.

## Faixas
| No. | Título           |
| --- | ---------------- |
| 1   | Feel My Heat     |
| 2   | One More Time    |
| 3   | Badass           |
| 4   | Love Machine     |
| 5   | Beautiful Bomb   |
| 6   | Romance          |
| 7   | Sex              |
| 8   | Back To Paradise |
| 9   | So Yeah!         |
| 10  | Wild Touch       |
| 11  | Born To Rock     |

| 12 | Get Electric                                      | Cool Edition/Edição Japonesa |
| 13 | Back To Paradise (Versão Acústica)                | Cool Edition                 |
| 14 | Hysteria [cover do Def Leppard] (Versão Acústica) | Cool Edition                 |
| 15 | Sex (Versão Acústica)                             | Cool Edition                 |
| 16 | Back To Paradise (Remix)                          | Cool Edition/Edição Japonesa |

## Singles
- One More Time
- Beautiful Bomb
- Romance
- Badass [UK Release]
- Romance [UK Release]
- Back to Paradise

## Pessoal
- Olli Herman - vocais
- Pepe Salohalme - guitarra
- Hessu Maxx - bateria
- Jalle Verne - baixo